# Ostap Dłuski
Ostap Dłuski, ur. jako Adolf Langer, pseud. Jerzy, Czornyj, Malwin (ur. 31 października 1892 w Buczaczu, zm. 12 lutego 1964 w Warszawie) – polski działacz komunistyczny, od 1918 w Komunistycznej Partii Austrii, w latach 1926–1927 i 1934–1938 członek Sekretariatu Krajowego KC Komunistycznej Partii Polski, członek Polskiego Komitetu Obrońców Pokoju w 1949, poseł na Sejm PRL. Budowniczy Polski Ludowej, laureat Leninowskiej Nagrody Pokoju.

## Życiorys
Syn Joachima. Po ukończeniu gimnazjum w 1912 studiował na Uniwersytecie Wiedeńskim, gdzie ukończył filozofię. Od 1916 działacz lewego skrzydła Socjaldemokratycznej Partii Robotniczej Austrii. W 1918 był współzałożycielem Komunistycznej Partii Austrii, następnie kierownikiem jej sekcji polskiej. W latach 1917–1918 w armii austriackiej. Współtwórca Komunistycznej Partii Galicji Wschodniej. Od początku 1921 roku współredagował w Wiedniu pismo komunistyczne „Świt”. Sądzony w procesie świętojurskim, uniewinniony. Jeden z liderów Związku Proletariatu Miast i Wsi (organizacja fasadowa Komunistycznej Partii Zachodniej Ukrainy i Komunistycznej Partii Polski i członek jej sekretariatu krajowego w latach 1926–1927). Był redaktorem wydawanego we Lwowie partyjnego pisma „Trybuna Robotnicza”.
Zagrożony aresztowaniem w 1929 wyjechał do ZSRR, gdzie w 1930 wstąpił do Wszechzwiązkowej Komunistycznej Partii (bolszewików) i brał udział w VI i VII Kongresie Kominternu. W 1934 wrócił do kraju i został kierownikiem Centralnej Redakcji KPP i Sekretariatu Krajowego Komitetu Centralnego KPP. Od 1936 w Paryżu, działał w polskich grupach Francuskiej Partii Komunistycznej. Został umieszczony w Sonderfahndungsbuch Polen.
Podczas II wojny światowej przebywał we Francji, w lipcu 1945 powrócił do kraju. Od grudnia 1945 do listopada 1953 był kierownikiem Wydziału Zagranicznego kolejno Polskiej Partii Robotniczej (do grudnia 1948) i Polskiej Zjednoczonej Partii Robotniczej. Redaktor naczelny PPR-owskiej gazety „Głos Ludu”, zaangażowany w prace Komitetu Słowiańskiego w Polsce. Od grudnia 1948 do lutego 1964 był członkiem Komitetu Centralnego PZPR, w latach 1954–1959 pełnił funkcję kierownika Biura Spraw Zjazdowych KC. W latach pięćdziesiątych związany z „frakcją” puławian.
W 1949 był delegatem Krajowej Rady Obrońców Pokoju na Kongres Obrońców Pokoju w Paryżu. Sygnatariusz apelu sztokholmskiego w 1950. Od 1962 był członkiem Ogólnopolskiego Komitetu Pokoju.
Poseł na Sejm PRL I, II i III kadencji, działacz ruchów „walki o pokój”. Laureat Leninowskiej Nagrody Pokoju (1960). Pochowany w Alei Zasłużonych na cmentarzu Powązki Wojskowe w Warszawie (kwatera 26A-tuje-12).
Ojciec Wiktora Dłuskiego.

## Wybrane odznaczenia
- Order Budowniczych Polski Ludowej (1962)[9]
- Order Sztandaru Pracy I Klasy (1952)[10]
- Krzyż Komandorski z Gwiazdą Orderu Odrodzenia Polski
- Order Krzyża Grunwaldu III Klasy
- Honorowa odznaka Zrzeszenia Studentów Polskich (1962)[11]
- Międzynarodowa Leninowska Nagroda Pokoju (1960)[12]
- Złoty Medal Pokoju im. F. Joliot-Curie nadany przez Światową Radę Pokoju (pośmiertnie – 1964)[13]